# Détente de Prandtl-Meyer
La détente de Prandtl-Meyer est la détente isentropique d'un gaz à partir d'un milieu homogène, plan, en écoulement supersonique. Elle a été établie par Ludwig Prandtl et son élève Theodor Meyer.

## Ondes de Mach

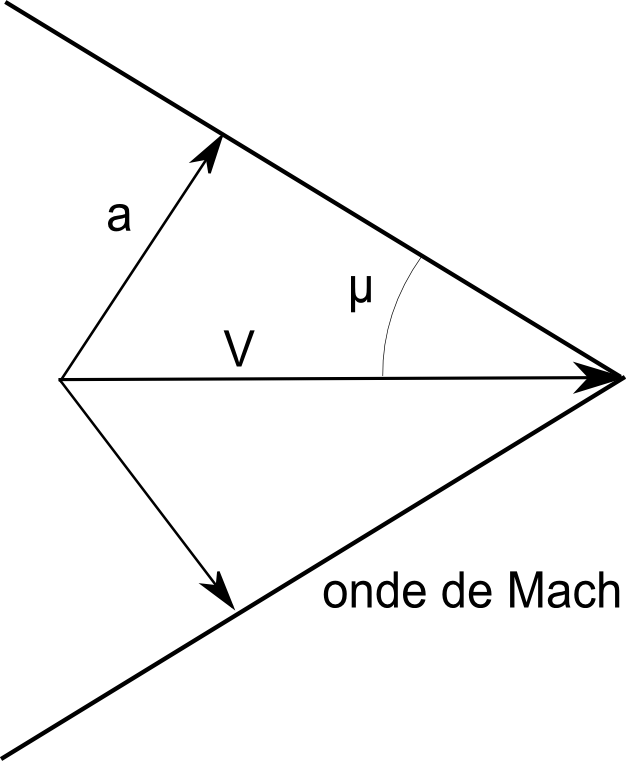
Onde de Mach.

Considérons une particule fluide (élément de volume) se déplaçant dans un milieu homogène avec la vitesse V. La vitesse de propagation des ondes sonores dans ce milieu est a. Le nombre de Mach {\displaystyle M={\frac {V}{a}}} est supposé supérieur à l'unité : l'écoulement est supersonique.
Cette particule parcourt la distance V t pendant le temps t, le son la distance a t. À cet instant les points atteints par l'onde sonore tout au long de la trajectoire de la particule sont contenus dans le volume défini par un cône de demi-angle au sommet tel que (voir figure)
{\displaystyle \sin \mu ={\frac {at}{Vt}}={\frac {1}{M}}}
Ce cône qui est l'enveloppe des ondes est nommé onde de Mach. Elle constitue une caractéristique des équations d'Euler et est une quantité fondamentale pour l'étude des écoulements, en particulier pour estimer les propriétés de ceux-ci dans les configurations simples.

## Le phénomène étudié

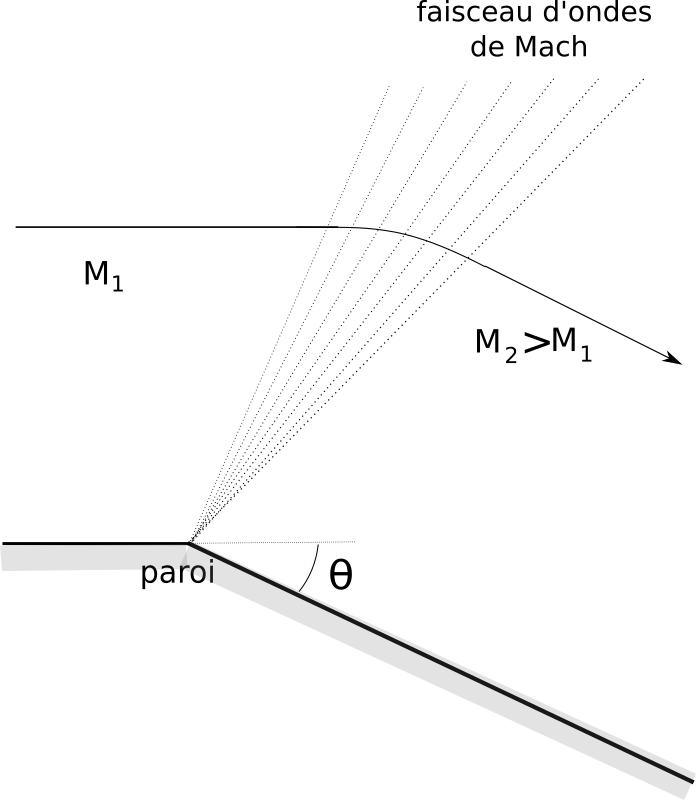
Détente de Prandtl-Meyer.

Considérons à présent l'écoulement sur un dièdre aigu (voir figure). L'écoulement en amont est supersonique de Mach M1. Il est perturbé par la présence de la singularité de géométrie par l'onde de Mach qui part de l'arête et qui fait un angle {\displaystyle \mu _{1}=\arcsin {\frac {1}{M_{1}}}} avec la normale de la partie amont de la surface. À partir de là les perturbations continues liées à l'arête provoquent une détente isentropique de l'écoulement. L'ensemble de ces ondes constitue un faisceau centré sur l'arête. Le processus s'arrête lorsque l'on atteint l'angle {\displaystyle \mu _{2}=\arcsin {\frac {1}{M_{2}}}} définissant l'onde de Mach dans le milieu aval.

## Fonction de Prandtl-Meyer
La relation entre la rotation de l'écoulement dans un faisceau de détente tel que celui de la figure s'exprime au moyen de la fonction de Prandtl-Meyer
{\displaystyle \theta =\nu (M_{2})-\nu (M_{1})}
avec, pour un gaz parfait
{\displaystyle \nu (M)={\sqrt {\frac {\gamma +1}{\gamma -1}}}\arctan {\sqrt {{\frac {\gamma -1}{\gamma +1}}(M^{2}-1)}}-\arctan {\sqrt {M^{2}-1}}}
Cette relation est valide pour toute détente sur une géométrie convexe, même si dans ce cas on ne sait pas positionner a priori les ondes de Mach.

## Valeur limite

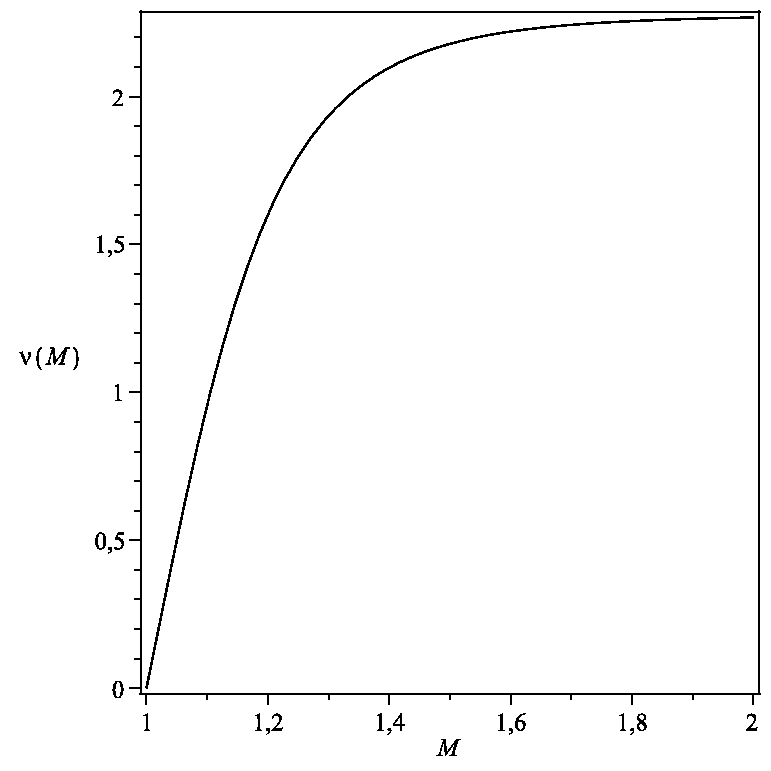
Fonction de Prandtl-Meyer.

La fonction de Prandtl-Meyer varie rapidement entre M = 1 et M = 1.5 et possède un maximum
{\displaystyle \nu _{max}={\frac {\pi }{2}}\left({\sqrt {\frac {\gamma +1}{\gamma -1}}}-1\right)=2.27685316...}
soit environ 130 degrés.
L'angle θ ne peut donc être supérieur à une valeur limite
{\displaystyle \theta _{max}=\nu _{max}-\nu (M_{1})}
Au-delà de cette valeur il se produit une discontinuité de la vitesse avec création d'une zone d'« eau morte ». Cette ligne de glissement n'a pas d'existence physique car liée à l'approximation eulérienne. Les effets d'entrainement visqueux la transforment en région de recirculation.